# Рупрехтскірхе
Рупрехтскірхе (нім. Ruprechtskirche) — найстаріша церква у Відні. Присвячена Святому Руперту Зальцбурзькому, який був покровителем торговців солі. Розташована в північній частині Старого міста, неподалік від площі Хоермаркт. Храм був побудований в період між 796 і 829 роками. Архітектурне оздоблення відноситься до романського стилю.

### Історія
Згідно з легендою, Рупрехтскірхе була заснована Кунальдом і Гізалріхом, товаришами Руперта в період його перебування в сані єпископа Зальцбурга. Перша згадка про неї, як про найстаріший храм Відня, відноситься до 1200 року. Після того як римський табір був зруйнований, навколо Рупрехтскірхе стало формуватися поселення. Це був перший прихід Відня, але в 1147 році його функцію передали церкві Святого Стефана. Поруч з церквою знаходилася дунайська гавань, куди в середні століття пришвартовувалися кораблі з сіллю. У храмі в той час розміщувалося Соляне управління, воно стежило за якістю солі і займалося розповсюдженням її. Церква присвячена Святому Руперту зальцбурзьких — єпископу, проповіднику, просвітителю, який вважається покровителем торговців сіллю. Статуя Святого Руперта з бочонком солі встановлена біля Рупрехтскірхе з 1837 року.

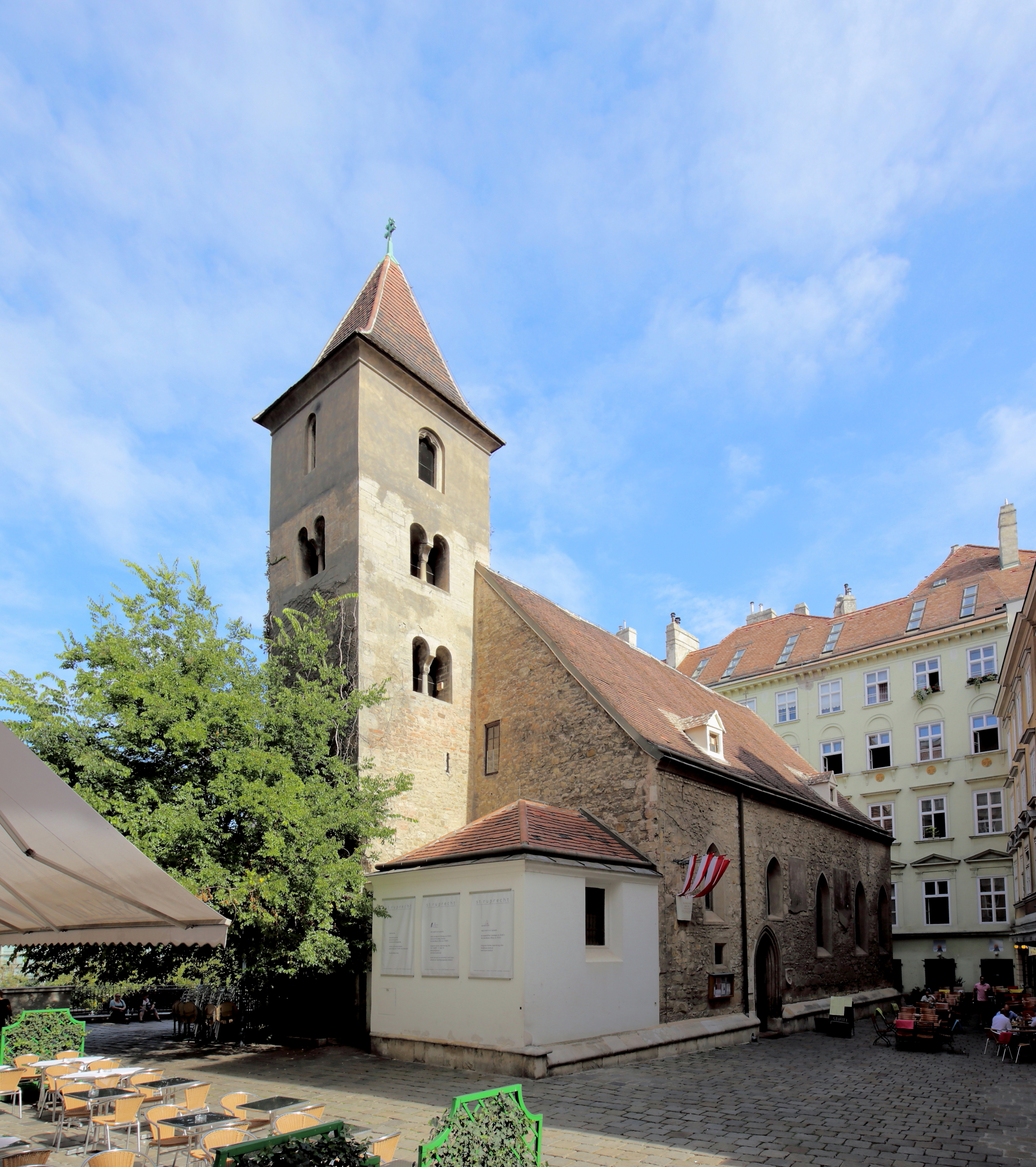
Рупрехтскірхе

За роки свого існування храм не раз горів, відновлювався і перебудовувався. У 1622 році його реконструювали в стилі бароко. Значною реставрації церква зазнала після бомбардувань і пожеж Другої світової війни. Зараз храм не функціонує як діюча парафіяльна церква. У ньому проводяться концерти церковної музики, екскурсії, виставки. Мальовничий невеликий квартал навколо храму в народі прозвали Бермудським трикутником (Bermuda Dreieck) через достатку розташованих в ньому барів. Давня церква Ruprechtskirche дуже екзотично виглядає на їх фоні.

### Архітектура
Стіни головного нефа з галереєю і нижні рівні вежі з романськими подвійними вікнами датуються початком XII століття. Хор в храмі був зведений в XIII столітті. Чудовий вітраж із зображенням Пресвятої Богородиці з Немовлям датується 1 370 роком, це найстаріший вітраж у Відні. Дзвони були виготовлені і встановлені в 1280 році. Південний неф побудували в XV столітті. Відвідування столиці Австрії в 1439 році Фрідріхом III зазначено табличкою «AEIOU 1439» (це акронім імператора), яка знаходиться біля арки в західній галереї.